# Abram Combe

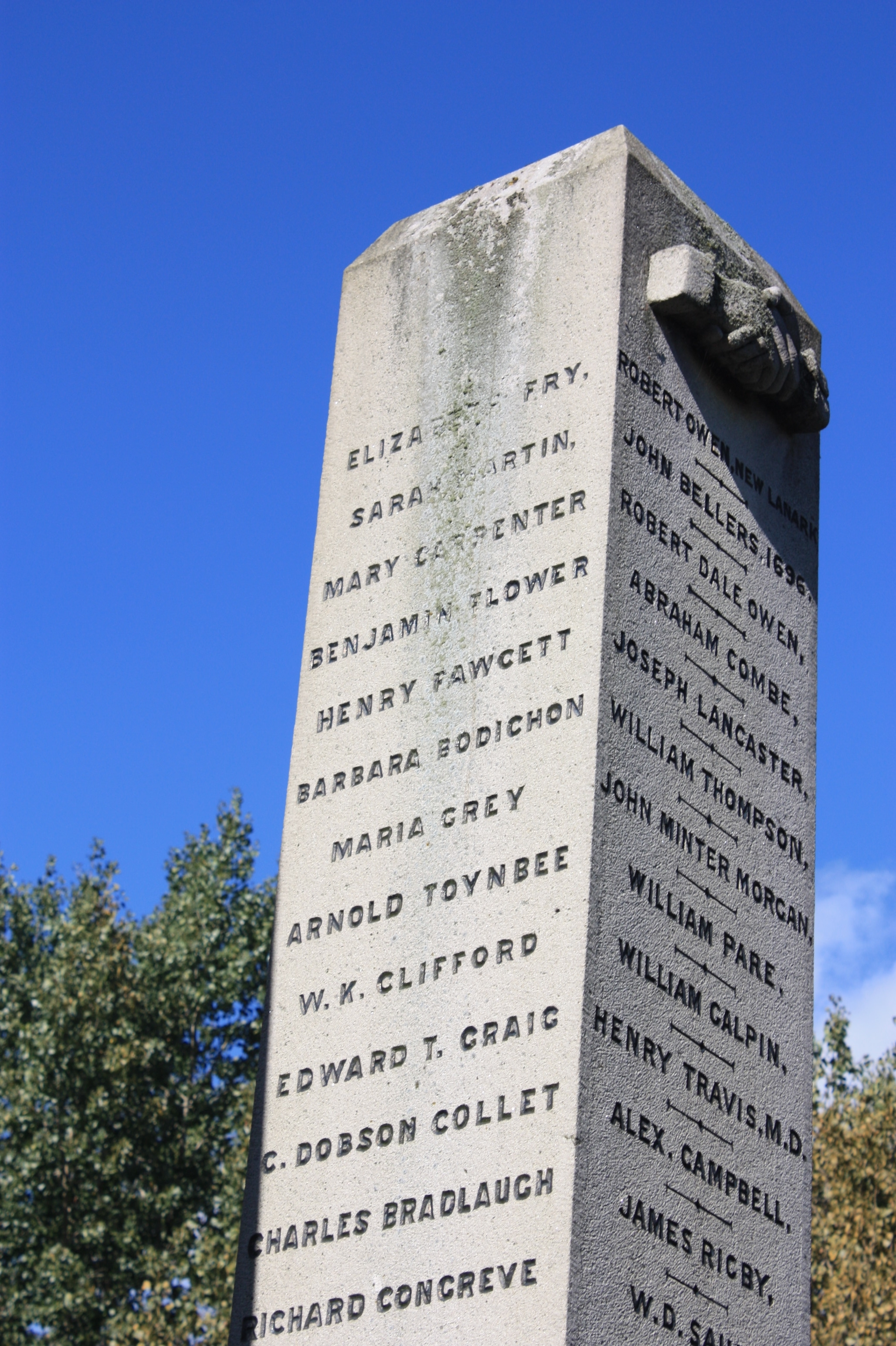
Reformer's Memorial en el cementerio Kensal Green de Londres, en el que aparece el nombre de Abram Combe, junto con el de Robert Owen y el de su hijo Robert Dale Owen, y los de otros destacados owenitas como el británico John Minter Morgan o la norteamericana Frances Wright.

Abram Combe (1785-1827) fue un socialista owenita escocés.

## Biografía
Propietario de una manufactura de curtido de pieles se convirtió al owenismo tras una visita a New Lanark, donde Robert Owen había empezado a aplicar su nueva forma de organización industrial.
En 1823 publicó Esbozos metafóricos del viejo y del nuevo sistema (Metaphorical Sketches of the Old and the New System) en el que con un lenguaje matafórico describía las consecuencias de la revolución industrial en Gran Bretaña, contraponiendo el «viejo sistema» —el capitalismo— al «nuevo sistema» comunitario preconizado por Owen.
Junto con otro escocés, A. J. Hamilton, fundó en Edimburgo un almacén cooperativo, que solo duró un año, pero eso no le desengañó y poco después se lanzó a la experiencia de la colonia de Orbiston, cerca de Glasgow, en la que aplicó los principios del «socialismo cooperativista» de Owen, en los mismos años en que este estaba poniendo en marcha en Estados Unidos su proyecto de New Harmony. Sin embargo, la experiencia no funcionó y la muerte prematura de Combe en 1827, completamente arruinado, le puso fin.